# Mihirakula
Mihirakula   (segle V - c. 540) fou un del més importants emperadors huns heftalites, l'imperi dels quals s'estenia pels territoris del present Afganistan, Pakistan i India del nord i central. Mihirakula era fill de Toramana que era un tegin (príncep secundari) de la part índia de l'imperi heftalita. Mihirakula va governar el seu imperi de 502 a 530.

## Etimologia
"Mihirakula" era un huna (nom donat als huns pels indis) centreasiàtic parlant una llengua indoeuropea com els huns; el nom pot tenir el significat de "Engendrador de Mithra", segons va traduir Janos Harmatta. Nom similars són també coneguts per fonts sànscrites encara que aquests són més probablement trets de les llengües iranianes oriental.

## Descripció
Al segle vi el viatger Alexandrí Cosmes Indicopleustes declara que el Heftalites dins l'Índia havien assolit el zenit del seu poder sota Mihirakula. "L'obra "Rècord de les Regions Occidentals" del VII segle del viatger xinès Hsüan-tsang descriu Mihirakula així:
| « | fou d'un gran talent i natural valentia. Va sotmetre totes les províncies veïnes sense excepció. | » |

La inscripció de Gwalior del seu 15è any de regnat mostra que el seu territori com a mínim incloïa Gwalior a Madhya Pradesh.
Mihirakula va patir una derrota el 528 a mans del rei Aulikara Yasodharman de Malwa i de l'emperador Gupta Narasimhagupta Baladitya que anteriorment pagava tribut a Mihirakula. Segons Hsüan-tsang, Mihirakula va ser agafat presoner, i més tard alliberat, però mentrestant el germà de Mihirakula havia agafat poder sobre el Heftalites. Mihirakula es va retirar a Caixmir on el rei el va rebre amb honor. Després d'uns quants anys Mihirakula va incitar una revolta contra el rei de Caixmir i va agafar el poder allí. Llavors va envair Gandhara situada al sud-oest de Caixmir, i va matar molts dels seus habitants i va destruir els santuaris budistes. Mihirakula va morir poc després.
Mihirakula és recordat entre els escriptors budistes "com a terrible perseguidor de la seva religió".